# Mario Bergonzini
Mario Bergonzini (ur. 7 lipca 1912 w Modenie, zm. 13 marca 1988 tamże) – włoski piłkarz, grający na pozycji pomocnika.

## Kariera piłkarska
W 1936 rozpoczął karierę piłkarską w drużynie Cosenza. W sezonie 1937/38 bronił barw Juventusu. Następnie do 1946 występował w klubach Salernitana, Centese i Mirandolese.

## Sukcesy klubowe
Juventus
- zdobywca Pucharu Włoch: 1937/38